# Susan Yeagley
Susan Melinda Yeagley es una actriz estadounidense. Más conocida como Tracy en Rules of Engagement (2009-2012).

## Primeros años y educación
Yeagley nació en Nashville, Tennessee. Obtuvo una licenciatura en Artes de la Universidad del Sur de California.

## Carrera
Interpretó a Jessica Wicks en nueve episodios de la serie de televisión de comedia Parks and Recreation entre 2009 y 2015. Tuvo papeles invitados en la serie de televisión ER, Friends, Reno 911!, Curb Your Enthusiasm, Miracles, Everybody Loves Raymond y The Sarah Silverman Show. También tuvo pequeños papeles en Casi famosos, Coyote Ugly, The Thin Pink Line y otras.

## Vida personal
Yeagley se casó con el actor Kevin Nealon el 3 de septiembre de 2005 en Bellagio, Italia. Dio a luz a su primer hijo, un varón, en enero de 2007 en Santa Mónica, California.

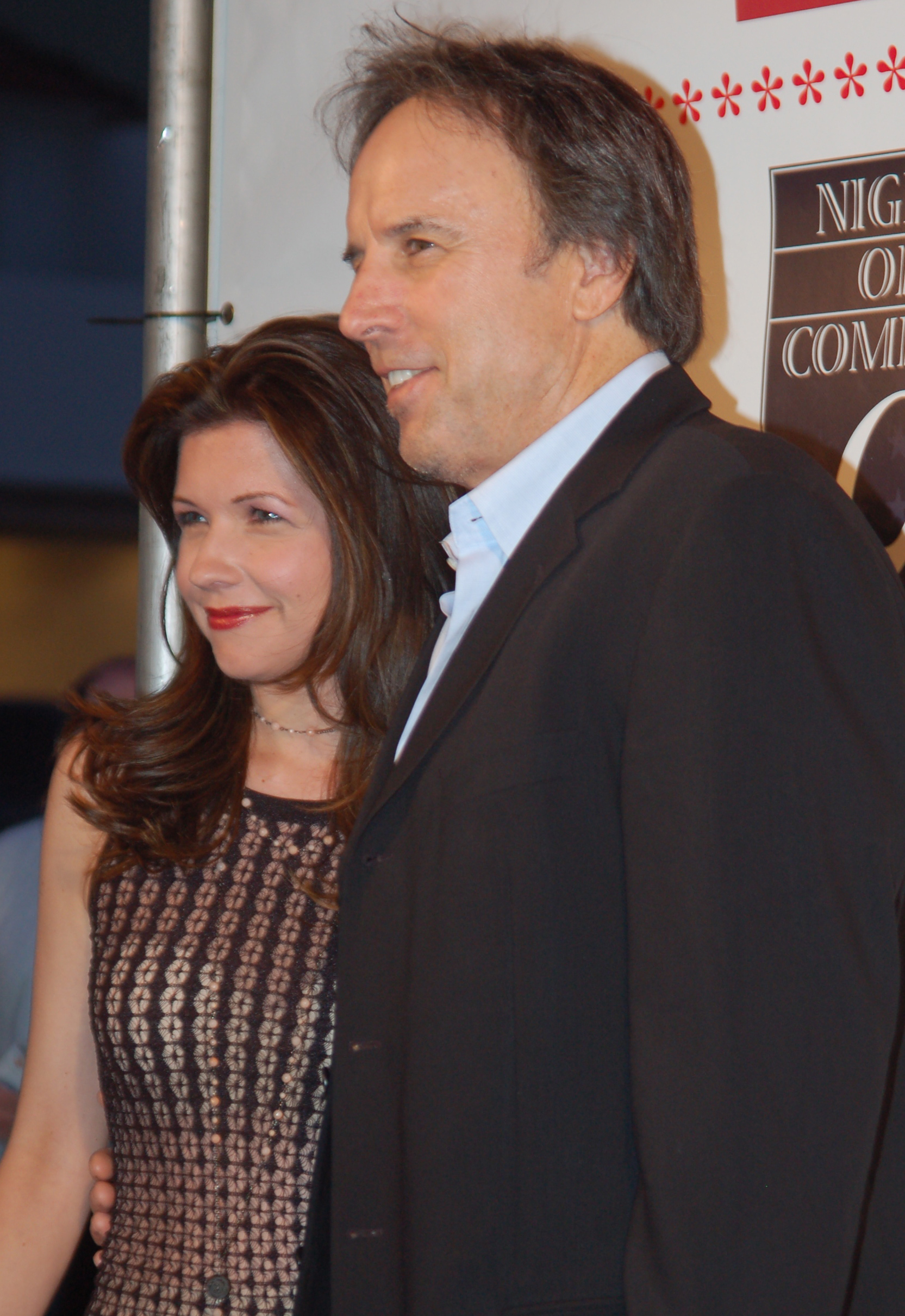
Yeagley con su esposo Kevin Nealon en 2011

## Filmografía

### Cine
| Año  | Título                         | Película                   | Notas         |
| ---- | ------------------------------ | -------------------------- | ------------- |
| 1998 | The Thin Pink Line             | Nueva esposa de Chauncey   |               |
| 2000 | Coyote Ugly                    | Cliente ofertante          |               |
| 2000 | Casi famosos                   | Azafata de Have a Nice Day |               |
| 2002 | Another Bobby O'Hara Story...  | Chica de pelo Wunda        |               |
| 2003 | Intolerable Cruelty            | Tart #1                    | Sin acreditar |
| 2005 | I'm Not Gay                    | Jordan                     | Cortometraje  |
| 2006 | Fishy                          | Mom                        | Cortometraje  |
| 2008 | The Lucky Ones                 | Kendra                     |               |
| 2010 | Love Shack                     | Kat Waters                 |               |
| 2011 | Balls to the Wall              | Planificadora de la boda   |               |
| 2011 | And They're Off                | Molly                      |               |
| 2014 | Blended                        | Madrastra sureña           |               |
| 2015 | Climate Change Denial Disorder | Actriz                     | Cortometraje  |
| 2016 | Mascots                        | Laci Babineaux             |               |
| 2018 | Action Point                   | Boogie Carver adulta       |               |

### Televisión
| Año       | Título                                     | Papel                    | Notas                                             |
| --------- | ------------------------------------------ | ------------------------ | ------------------------------------------------- |
| 1999      | Jesse                                      | Estudiante / Chica       | 2 episodios                                       |
| 2000      | Providence                                 | Alumna #1                | Episodio: "Mother & Child"                        |
| 2000      | Friends                                    | Mujer #1                 | Episodio: "The One with Rachel's Sister"          |
| 2000      | The Dukes of Hazzard: Hazzard in Hollywood | Tami                     | Película de televisión                            |
| 2000      | Malcolm in the Middle                      | Enfermera                | Episodio: "The Bully"                             |
| 2001      | The Ellen Show                             | Camarera de The Knockers | Episodio: "Chain Reaction"                        |
| 2001      | The District                               | Mrs. J. Crew             | Episodio: "Night Shift"                           |
| 2002      | Everybody Loves Raymond                    | Mariann                  | Episodio: "The Cult"                              |
| 2002      | ER                                         | Mujer reportera          | Episodio: "Walk Like a Man"                       |
| 2002      | The Big Time                               | Miss Eve #1              | Película de televisión                            |
| 2002      | Next!                                      | Various                  | Episodio: "Pilot"                                 |
| 2003      | Sabrina, the Teenage Witch                 | Cinderella               | Episodio: "You Slay Me"                           |
| 2003      | Reno 911!                                  | Cajera                   | 2 episodios                                       |
| 2003      | Miracles                                   | Ginnie                   | Episodio: "Battle at Shadow Ridge"                |
| 2004      | Significant Others                         | Steve's Wife             | Episodio: "Rejection, a Connection & an Erection" |
| 2005      | Curb Your Enthusiasm                       | Azafata                  | Episodio: "The End"                               |
| 2006      | Campus Ladies                              | Susan                    | Episodio: "Pilot"                                 |
| 2007–2008 | The Sarah Silverman Program                | Denise                   | 2 episodios                                       |
| 2008      | Easy to Assemble                           | Amante rubia             | Episodio: "How Swede It Is"                       |
| 2009–2010 | Til Death                                  | Simona / Simona Redford  | 9 episodios                                       |
| 2009–2012 | Rules of Engagement                        | Tracy                    | 5 episodios                                       |
| 2009–2015 | Parks and Recreation                       | Jessica Wicks            | 9 episodios                                       |
| 2010      | Svetlana                                   | Cheryl                   | Episodio: "You're Svencome"                       |
| 2012      | Big Time Rush                              | Mamá de Lucy             | Episodio: "Big Time Double Date"                  |
| 2012      | Brody Stevens: Enjoy It!                   | Brody's Sitcom Wife      | Episodio: "I'm Sorry, Chelsea"                    |
| 2017      | The Fake News with Ted Nelms               | Lindsay Tuhnite          | Episodio #1.1                                     |
| 2018      | Love                                       | Holly                    | Episodio: "Palm Springs Getaway"                  |
| 2019      | Single Parents                             | Barbara                  | Episodio: "Lance Bass Space Cump"                 |
| 2020      | Mike Tyson Mysteries                       | Betsy Little             | Episodio: "The Stein Way"                         |
| 2021      | Sister Swap: A Hometown Holiday            | Barb Hutter              | Película de televisión                            |
| 2021      | Sister Swap: Christmas in the City         | Barb Hutter              | Película de televisión                            |